# قزل‌آلای دریاچه عقاب
قزل‌آلای دریاچه عقاب (نام علمی: Oncorhynchus mykiss aquilarum) نام یک زیرگونه از گونه قزل‌آلای رنگین‌کمان است.